# Rune: Halls of Valhalla
Rune: Halls of Valhalla là bản mở rộng chỉ có phần chơi mạng của tựa game hành động chặt chém góc nhìn thứ ba lấy bối cảnh thần thoại Bắc Âu Rune do hãng Human Head Studios phát triển và Gathering of Developers phát hành cho hệ điều hành Microsoft Windows vào ngày 23 tháng 10 năm 2001. Phiên bản này bổ sung thêm nhiều nhân vật mới cho người chơi lựa chọn cùng hai chế độ chơi mới hoàn toàn. 